# Światowy Kongres Esperanto w 1931 roku

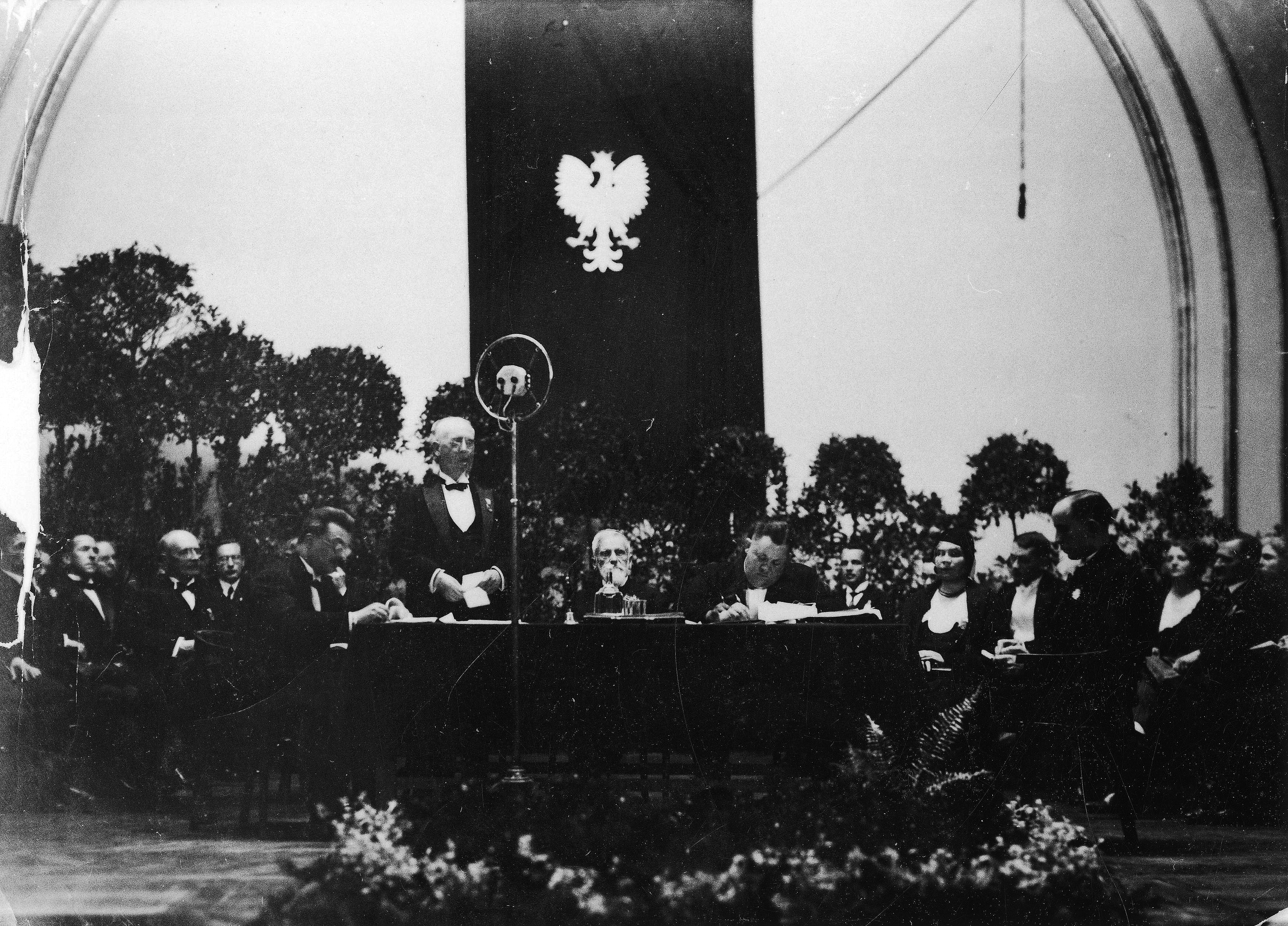
Uroczyste otwarcie kongresu

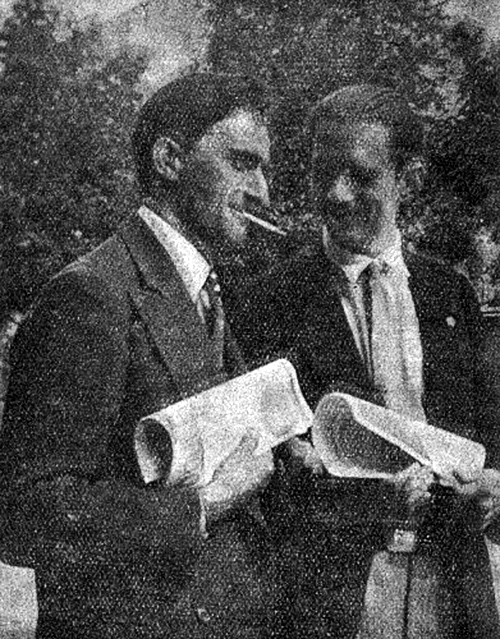
Uczestnicy kongresu – pisarze esperanccy Julio Baghy i Jan Fethke

XXIII Światowy Kongres Esperanto w Krakowie – Światowy Kongres Esperanto; zjazd esperantystów, który odbył się w dniach 1-8 sierpnia 1931 w Krakowie.

## Organizacja
Za organizację odpowiedzialny był profesor Uniwersytetu Jagiellońskiego Odo Bujwid. W ramach przygotowań do zjazdu zorganizowano kursy esperanto dla pracowników kolei, poczty, tramwai i policji. W budynku Szkoły Ekonomiczno-Handlowej w Krakowie, gdzie znalazły się biura zjazdu, otwarto specjalną placówkę pocztową i kantor wymiany walut. Podczas kongresu ukazał się pierwszy numer nowego czasopisma Juna Samideano (Młody Współideowiec) w języku polskim i esperanto, a Ilustrowany Kurier Codzienny publikował codziennie Biuletyn Kongresowy w języku esperanto, za co otrzymał podziękowania od profesora Bujwida podczas uroczystości zakończenia Kongresu.

## Rozpoczęcie i obrady zjazdu
Dzień przed rozpoczęciem zjazdu zakończył się międzynarodowy kurs esperancki i seminarium nauczycielskie prowadzone przez księdza Andrzeja Cseha. Rejestracja przyjeżdżających, od soboty 1 sierpnia, gości prowadzona była w specjalnym salonie recepcyjnym zorganizowanym na krakowskim dworcu kolejowym. Przed dworcem ustawiono zieloną bramę triumfalną.
Obrady kongresu odbywały się w Domu Katolickim przy ul. Straszewskiego (obecnie budynek filharmonii). Otwarcie Kongresu nastąpiło wieczorem 1 sierpnia i było transmitowane przez radio. Kongres otworzył profesor Odo Bujwid. Obrady rozpoczęto od wyboru władz, do których zaproszono przedstawicieli pięciu kontynentów. Skład prezydium: pełniący funkcję prezesa Ogólnoświatowego Związku Esperanto John Merchant, John Mabon Warden (Szkocja), Frans Schoofs (Belgia), Robert Kreuz (Szwajcaria), Indra (Łotwa), i z Polski: prof. I. Biliński, prof. O. Bujwid, Stanisław Rudnicki urzędnik, współzałożyciel Krakowskiego Towarzystwa Esperanto, dr Maksymilian Józef Ziomek. Honorowym przewodniczącym został wybrany rektor UJ prof. Załęski. W uroczystym otwarciu wzięli udział przedstawiciele polskich władz: wicewojewoda dr Bitek, wiceprezydent Krakowa dr Klimecki oraz dowódca DOK generał Łuczyński i szef sztabu płk Bolesławicz. Oklaskami witano członków rodziny Zamenhofa: brata Leona, córki: Zofię i Lidię oraz syna Adama. Przyjechali też przedstawiciele Austrii, Holandii, Liechtensteinu, Niemiec, Norwegii, Rumunii i Węgier.
2 sierpnia, w niedzielę, rano uczestnicy mogli wziąć udział w nabożeństwach: mszę w języku esperanckim w kościele Mariackim odprawił ksiądz Cseh, a w zborze pastor dr Hoppe. Po nich uczestnicy spotkali się na rynku pod pomnikiem Mickiewicza, aby udać się na uroczystość nadania nazwy ulicy Zamenhofa. Po tej uroczystości na Wawelu wykonano wspólną fotografię. W poniedziałek podczas plenarnego posiedzenia Jean Forge-Fethke wygłosił wykład Propaganda esperanta przez film. W środę 5 sierpnia podczas drugiej sesji obrad plenarnych referaty wygłosili: Jakub Szapiro Prasowa propaganda, jej korzyści i organizacja, Teo Jung Centralizacja prasowej propagandy Esperanta, J. Karsch z Drezna Drogi i metody stosowania Esperanta do reklamy turystyki. Trzecie posiedzenie plenarne odbyło się 7 sierpnia.
Podczas kongresu odbywały się spotkania w mniejszych grupach – komisjach katolików, niewidomych, pocztowców, kobiet, abstynentów i innych. Komisja literatów obradująca w Muzeum Przemysłowym, w składzie: Baghy, Teo Jung (Kolonia), Joseph Sherer (Los Angeles), Tiberio Morariu (Bukareszt), ks. Cseh, ks. Giralt podjęła decyzję o zorganizowaniu związku literatów esperanto i zaproponowała, żeby nadać mu imię zmarłego pisarza Antoniego Grabowskiego.
8 sierpnia rano Kongres został zamknięty. John Merchant poinformował, że najwyższe odznaczenie esperanckie – złoty medal – został przyznany rodzinie Zamenhofa.
W sierpniu zaplanowano jeszcze dwa kongresy. Jeden w Warszawie, gdzie miała zostać poświęcona tablica i ulica, drugi w Białymstoku, gdzie planowano odsłonięcie pomnika Zamenhofa. Z okazji tego drugiego wydarzenia magistrat białostocki sfinansował wydanie przewodnika po Białymstoku w języku esperanto.

## Imprezy towarzyszące
Wieczorem 1 sierpnia po uroczystościach otwarcia zaproszono uczestników do Starego Teatru na raut wydany przez miasto Kraków. 2 sierpnia, w niedzielę, uczestnicy wzięli udział w wycieczce autokarowej do Lasku Wolskiego. Zorganizowano tam, na polanie, konkurs oratorski. Złotoustą mowę wygłosił i zajął pierwsze miejsce ksiądz Giralt, drugie Tiberio Morarriu, a trzecie Jan Jarecki ze Lwowa.
W poniedziałek 3 sierpnia w teatrze odbył się koncert z udziałem Antoniny Walewskiej i chóru "Echo" pod dyrekcją Wallek-Walewskiego. 4 sierpnia podczas koncertu miała wystąpić Ada Sari, ale z powodu choroby odwołała występ. Zamiast niej wystąpiła Walentyna Walewska, Zygmunt Zaleski śpiewaczka z La Scali w Mediolanie i chór Echa. 6 sierpnia zorganizowano wycieczki w okolice Krakowa, a wieczorem koncert na Wawelu.
7 sierpnia po południu uczestnicy Kongresu specjalnym pociągiem pojechali do Wieliczki, gdzie zwiedzili kopalnię. W komorze Sienkiewicza zostali ugoszczeni podwieczorkiem.
3 sierpnia został w Collegium Novum na Uniwersytecie Jagiellońskim został otwarty Uniwersytet Letni, podczas którego wykłady prowadzili między innymi: Walety Goetel (O stosunku turystyki do zagadnień ochrony przyrody), Władysław Szafer (turystyka), profesor Tikihiro Kawahara (O rozwoju turystyki w Japonii), August Pitlik z czechosłowackiego ministerstwa turystyki, J. Scherer (podróż do Azji i pokaz filmu).

## Bal Narodów
Wieczorem 6 sierpnia w Starym Teatrze uczestnicy Zjazdu (około 1000) wzięli udział w balu, podczas którego wszyscy wystąpili w swoich strojach narodowych. Zgodnie z tradycją impreza ta odbywała się na każdym Kongresie. Bal rozpoczęto polonezem. W trakcie zorganizowano konkurs strojów narodowych. Międzynarodowa komisja pierwsze miejsce przyznała Bułgarce, drugie Węgierce, trzecie Estonce. Polacy jako gospodarze nie wzięli udziału w konkursie.

## Ulica Zamenhofa

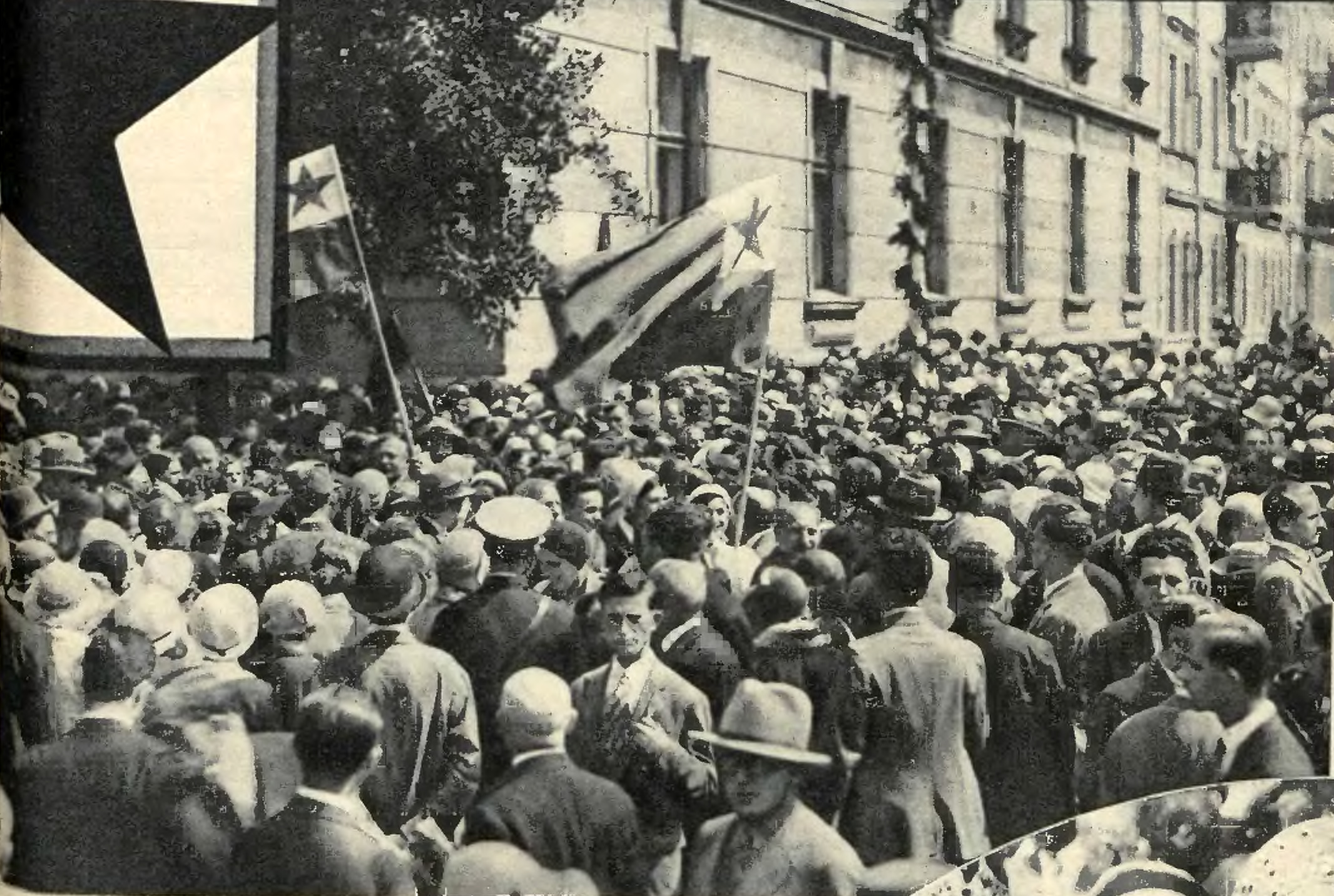
Uroczystość nadania ulicy Niecałej imienia Zamenhofa

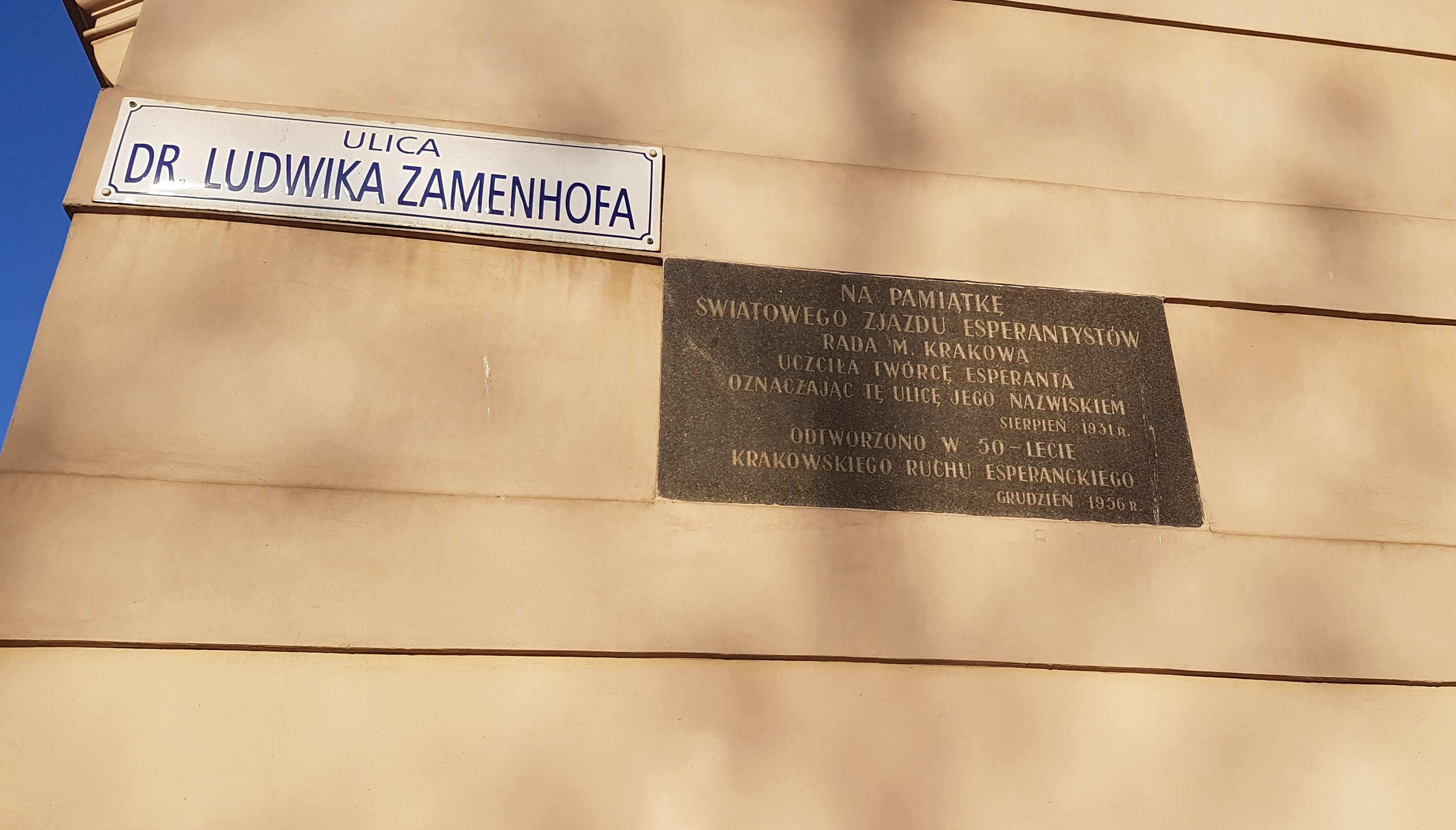
Tablica umieszczona na rogu ulicy Zamenhofa w Krakowie

Z okazji Zjazdu Rada Miasta Krakowa podjęła decyzję, aby ulicy Niecałej nadać imię Ludwika Zamenhofa. W dniu 2 sierpnia uczestnicy zjazdu zebrali się na ulicy Niecałej. Uroczystość rozpoczęło przemówienie wiceprezydenta Klimka, który po przemówieniu odsłonił tabliczkę z nową nazwą ulicy oraz tablicę z informacją upamiętniającą nadanie nazwy z okazji Międzynarodowego Kongresu. Na tablicy został umieszczony tekst: Na pamiątkę światowego zjazdu esperantystów Rada m. Krakowa uczciła twórcę esperanta, oznaczając tę ulicę Jego nazwiskiem. Sierpień 1931. Za uczczenie w ten sposób Zamenhofa podziękował profesor Bujwid. Uczestnicy uroczystości odśpiewali hymn esperanto i przeszli na Wawel.
Tablica została ponownie wmurowana 16 grudnia 1956 roku z okazji 50. rocznicy istnienia w Krakowie ruchu esperanckiego oraz 97. rocznicy urodzin twórcy esperanta.